# Werner Deich
Werner Arthur Deich (* 17. Januar 1933 in Braunschweig; † 26. April 2023 in Gnandstein) war ein deutscher Historiker und Hochschullehrer.

## Werdegang
Werner Deich machte 1955 an der Gaußschule in Braunschweig Abitur. Er studierte von 1955 bis 1964 Germanistik, Philosophie und Geschichte an der Freien Universität Berlin und promovierte 1970 mit der Arbeit Das Goslarer Reichsvogteigeld. Staufische Burgenpolitik in Niedersachsen und auf dem Eichsfeld. Werner Deich arbeitete seit 1963 als Agent für das Ministerium für Staatssicherheit (MfS) der DDR und war seit 1965 Mitglied der SED. 1979 siedelte er aus Furcht vor einer Verhaftung in die DDR über. Die Promotion B erfolgte im Juli 1984 an der Karl-Marx-Universität Leipzig (KMU) mit der Arbeit Die Regulierung der Bevölkerung im Herzogtum Braunschweig 1793–1874. Danach wurde Deich ordentlicher Professor für Allgemeine Geschichte der Neuzeit an der KMU. Zu Beginn des Jahres 1992 wurde er in den vorzeitigen Ruhestand versetzt. Er war Mitglied des Wissenschaftlichen Beirates des Rohrbacher Kreises – Interdisziplinäre Wissenschaftlergemeinschaft der der Linken nahestehenden Rosa-Luxemburg-Stiftung Sachsen. Deich forschte vor allem zur Wirtschafts- und Sozialgeschichte des 19. Jahrhunderts und zur Geschichte Niedersachsens.

## Schriften (Auswahl)
- Das Goslarer Reichsvogteigeld. Staufische Burgenpolitik in Niedersachsen und auf dem Eichsfeld (= Historische Studien, Heft 425), Matthiesen, Lübeck 1974.
- Der Angestellte im Roman. Zur Sozialgeschichte des Handlungsgehilfen um 1900 (= Sozialforschung und Sozialordnung, Band 6), Grote, Köln-Berlin 1974, ISBN 3-7745-6322-5.
- Herausgeber: Sozialökonomische Strukturvergleiche und Formationstheorie (= Leipziger Beiträge zur Revolutionsforschung, Lehrheft 30), IZR, Leipzig 1990.